# Reute (Svizzera)
Reute (toponimo tedesco) è un comune svizzero di 699 abitanti del Canton Appenzello Esterno.

## Storia
Il comune di Reute è stato istituito nel 1688 per scorporo da quello di Trogen.

## Monumenti e luoghi d'interesse
- Chiesa riformata, eretta nel 1687-1688[2].

## Società

### Evoluzione demografica
L'evoluzione demografica è riportata nella seguente tabella:
Abitanti censiti

## Amministrazione
Ogni famiglia originaria del luogo fa parte del cosiddetto comune patriziale e ha la responsabilità della manutenzione di ogni bene ricadente all'interno dei confini del comune.